# Aimag
Aimag (tiếng Mông Cổ: Аймаг) là một từ trong tiếng Mông Cổ và các ngôn ngữ Turk, dùng để chỉ một bộ tộc.
Từ này cũng được dùng để chỉ các đơn vị hành chính tại Mông Cổ và khu tự trị Nội Mông của Trung Quốc. Tại Mông Cổ, từ được dùng để chỉ tỉnh, còn tại Nội Mông, từ này được dùng để chỉ các minh.
Tên gọi của người Aimak tại trung Afghanistan xuất phát từ cùng nguồn gốc với "Animag".
Các dạng chính tả khác của từ này bao gồm:
- Aymag
- Aimagh
- Aimak / Eimak
- Aymaq
- Aymāq (tiếng Ba Tư: ایماق)